# Ойкасы (Большесундырское сельское поселение)
Ойкасы́ (чув. Уйкас) — деревня в Моргаушском районе Чувашской Республики. Входит в состав Большесундырского сельского поселения.

## География
Находится в северо-западной части Чувашии, на расстоянии приблизительно 14 км на северо-запад по прямой от районного центра села Моргауши.

## История
Известна с 1858 года, когда здесь было 109 жителей. В 1906 было учтено 28 дворов и 119 жителей, в 1926 — 43 двора и 205 жителей, в 1939—230 жителей, в 1979—195. В 2002 году было 47 дворов, в 2010 — 31 домохозяйство. В 1930 году был образован колхоз «Савăнăç», в 2010 КФХ «Толстов».

## Население
Постоянное население составляло 101 человек (чуваши 99 %) в 2002 году, 81 в 2010.